# Siegfried Marcus
Siegfried Samuel Marcus (Malchin, 18 de setembro de 1831 — Viena, 1 de julho de 1898) foi um inventor e pioneiro do automóvel austríaco nascido na Alemanha.

## Vida
Marcus nasceu em Malchin, no Grão-Ducado de Mecklemburgo-Schwerin. Mudou-se para Viena, capital do Império Austríaco, em 1852.

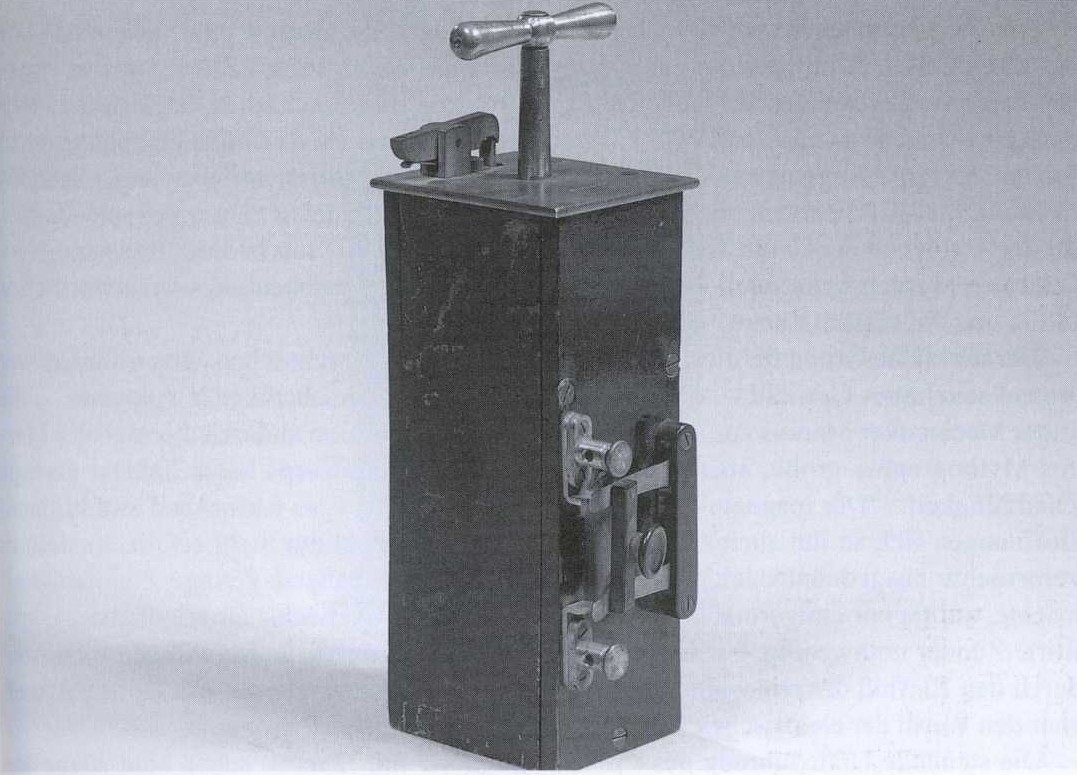
Máquina de ignição "Wiener Zünder" (Viennese Igniter), 1864

De 1856 a 1898 trabalhou como fabricante independente de instrumentos científicos em Viena. Interessado em eletricidade, trabalhou como técnico em iluminação. Seus aperfeiçoamentos principais incluem sistemas de telégrafo e dispositivos de ignição, tal como o "Wiener Zunder", uma máquina de ignição.
Aproximadamente em 1870 ele montou um motor de combustão interna em um carrinho de mão simples. Este aparelho foi concebido para combustíveis líquidos, sendo o primeiro veículo com propulsão a gasolina. Hoje, este carro é conhecido como "O Primeiro Carro de Marcus".
Em 1883 uma patente para ignição a baixa voltagem do tipo eletroímã foi dada a Marcus na Alemanha. Este projeto foi usado para todos os motores a seguir e, logicamente, no famoso "Segundo Carro de Marcus" de 1888-1889. Foi esta ignição em conjunto com o "carburador de escova rotativa" que fez o projeto do Segundo Carro muito inovador.

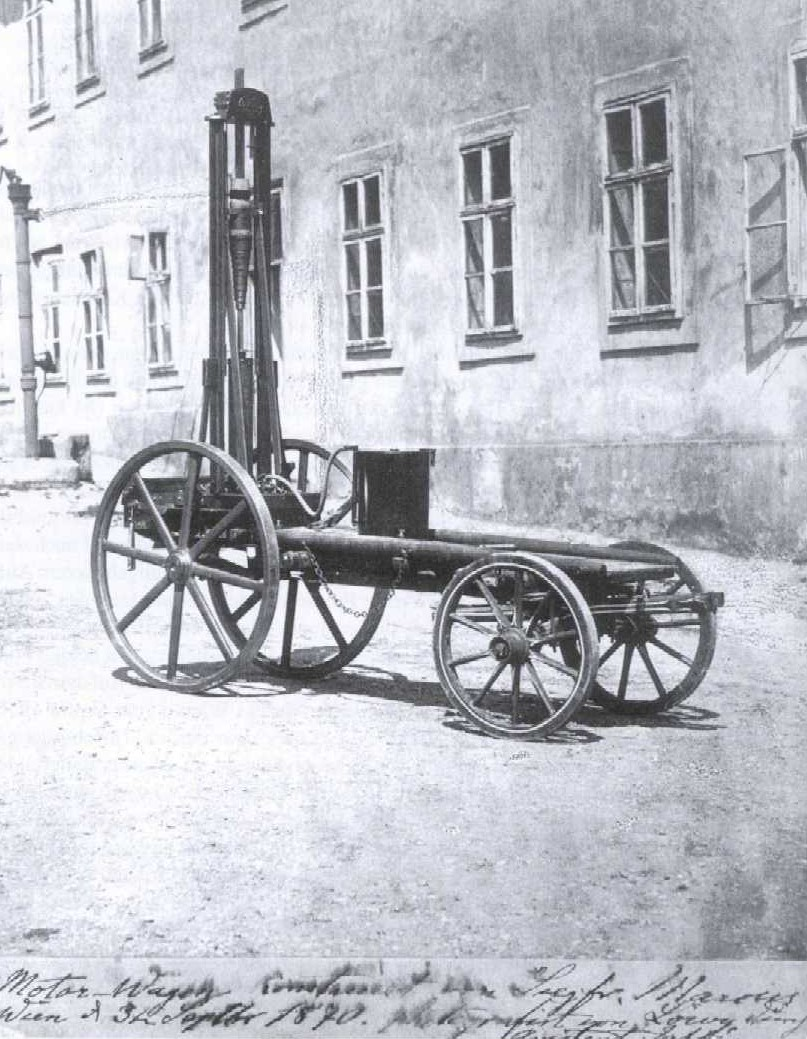
O Primeiro Carro de Marcus de 1870

Em 1887 Marcus iniciou uma cooperação com a companhia da Morávia Märky, Bromovsky & Schulz. Eles produziram motores de dois tempos e, após a queda da patente de Nicolaus Otto em 1886, também motores de quatro tempos do tipo Marcus.

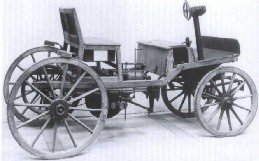
Segundo Carro de Marcus de 1888 (Technisches Museum Wien)

Em 1888-1889 a Märky, Bromovsky & Schulz construiu o "Segundo Carro de Marcus", que pode ser visto no Technisches Museum Wien. Este carro tornou Marcus conhecido em todo o planeta. Por muito tempo foi de entendimento comum que o "segundo carro" já existia em 1875, até hoje um mau entendimento generalizado. "Foi incerto por um longo tempo se o carro já estava pronto para rodar em 1875 ou somente em 1888/89. Atualmente a última data é considerado com certeza." (Tradução do Österreich Lexikon, Vol. 2, Viena, 2004). Não há nenhuma prova de uma origem anterior a 1889. Este carro foi nomeado um Marco Histórico da Engenharia Mecânica pela Sociedade dos Engenheiros Mecânicos dos Estados Unidos.
Marcus recebeu 131 patentes em 16 países. Ele nunca requereu uma patente para o automóvel. Adicionalmente, jamais afirmou ter inventado o automóvel. Contudo, foi o primeiro a usar gasolina como combustível em um automóvel, no seu "Primeiro Carro" de 1870.

## Morte

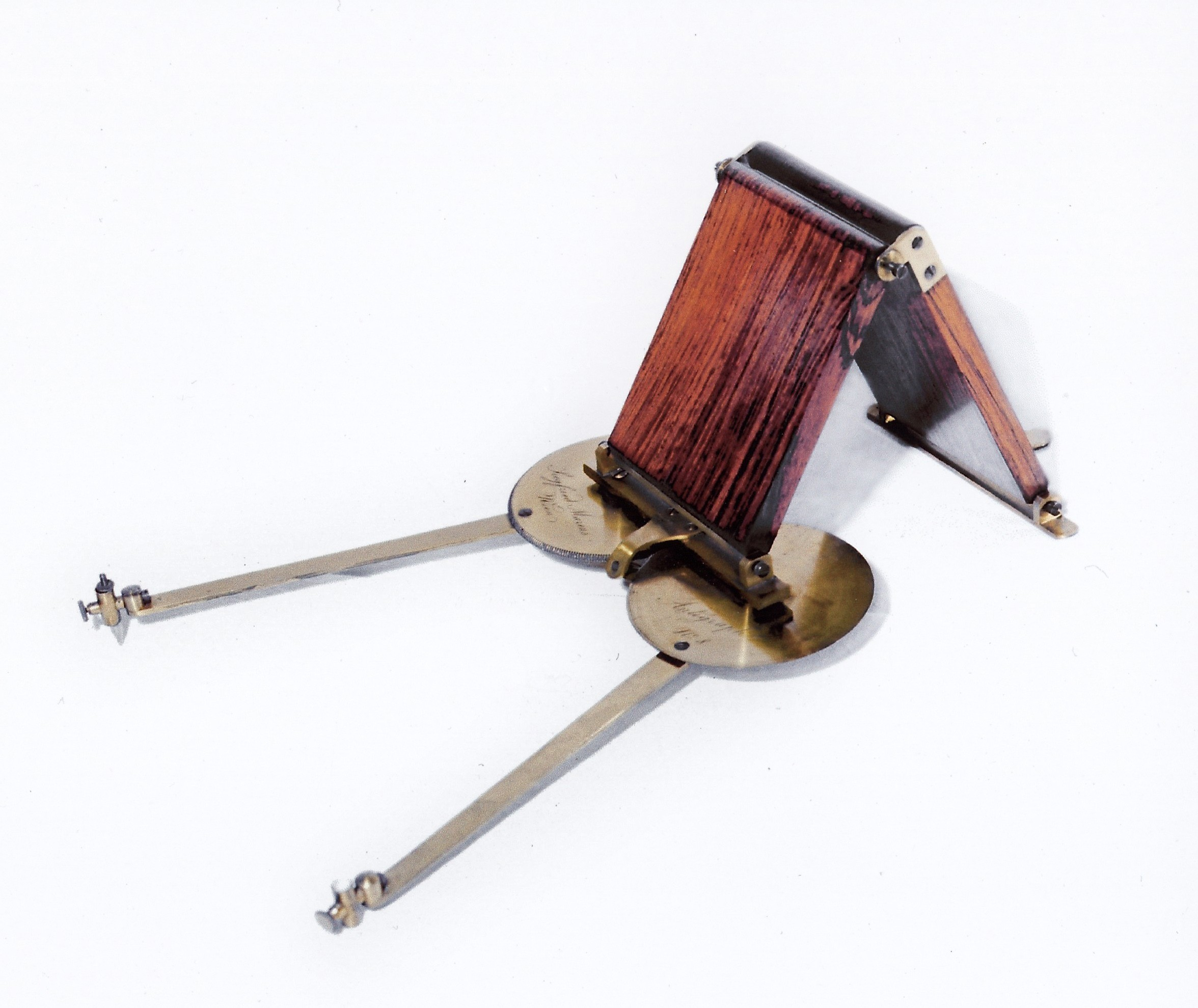
Antigraph, para produzir imagens espelhadas — uma das diversas invenções de Marcus (1855; Technisches Museum Wien)

Marcus foi sepultado no cemitério protestante de Hütteldorf, Viena. Mais tarde seu restos mortais foram transferidos para uma "sepultura honorária" do Cemitério Central de Viena.

## O Nazismo e seu nome

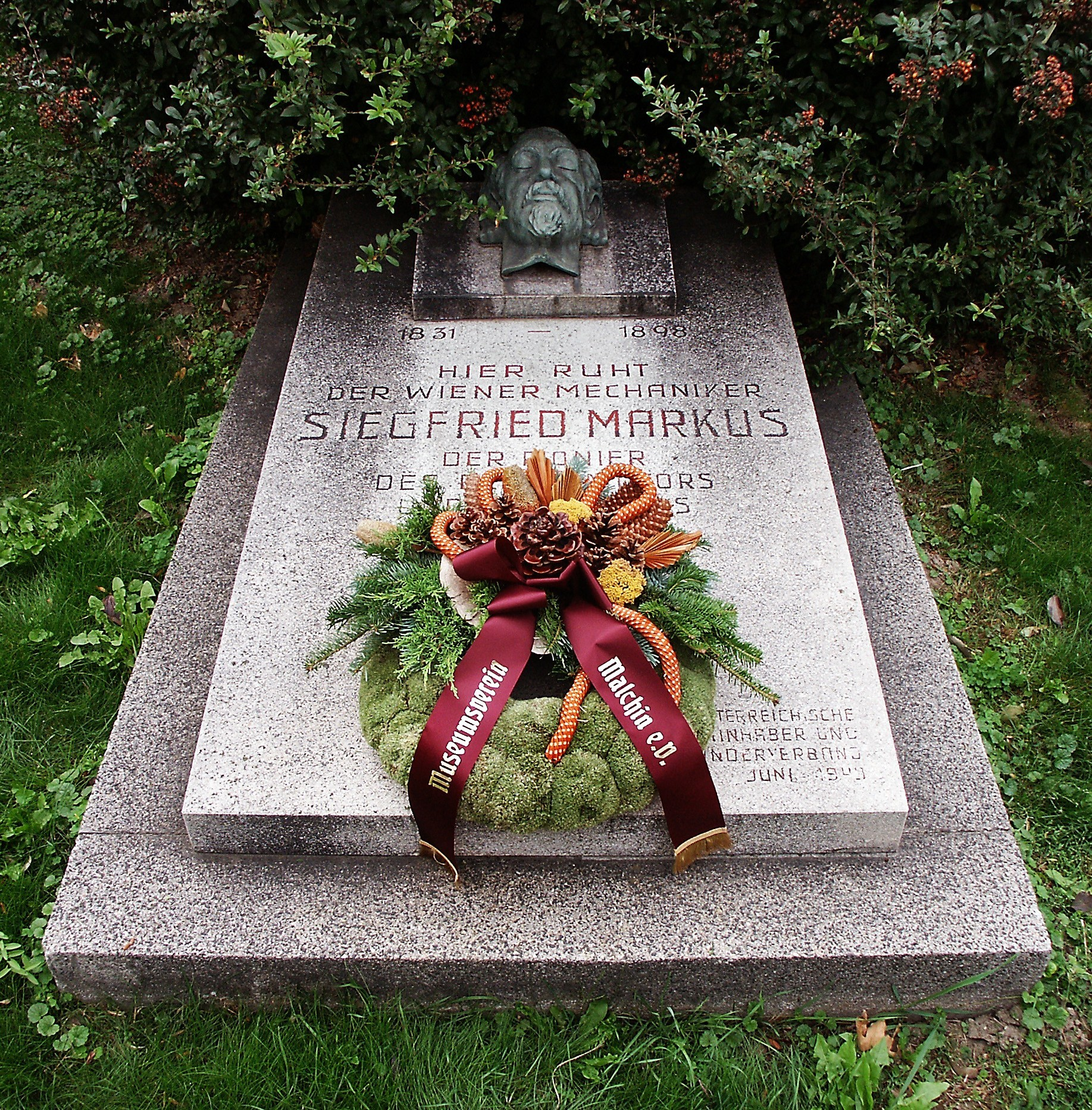
Sepultura no Cemitério Central de Viena

Devido a seus antecedentes judeus, seu nome e todas suas recordações desapareceram durante o Nazismo. O memorial em frente da Universidade Técnica de Viena foi removido. Após a Segunda Guerra Mundial o monumento foi reconstruído. Em 1950 o "Segundo Carro de Marcus" passou por uma grande restauração.
Marcus foi removido das enciclopédias alemãs como inventor do moderno automóvel, por determinação do Ministro da Propaganda alemão, durante a Segunda Guerra Mundial. Seu nome foi substituído pelos nomes de Gottlieb Daimler e Karl Benz. A diretiva (em alemão) é:
Reichsministerium für Volksaufklärung und Propaganda
Geschäftszeichen. S 8100/4.7.4.0/7 1
Berlin W8, den 4. Juli 1940
Wilhelmplatz 8-9
An die Direktion der Daimler-Benz-A.G. Stuttgart-Untertürkheim
Betrifft: Eigentlichen Erfinder des Automobils
Auf Ihr Schreiben vom 30. Mai 1940 Dr.Wo/Fa.

Das Bibliographische Institut und der Verlag F.A. Brockhaus sind darauf hingewiesen worden, dass in Meyers Konversations Lexikon und im Großen Brockhaus künftig nicht Siegfried Marcus, sondern die beiden deutschen Ingenieure Gottlieb Daimler und Carl Benz als Schöpfer des modernen Kraftwagens zu bezeichnen sind.